# Johann Rudel (Buchbinder)
Johann Rudel (geboren am 20. September 1868 in Marienthal; gestorben am 6. November 1955 in Tübingen) war ein deutscher Kunstbuchbinder, Einbandgestalter und Professor an der Kunstgewerbeschule Elberfeld.

## Leben
Rudel arbeitete mindestens seit 1890 als Lehrmeister für Handvergoldung in der Lehranstalt Horn & Patzelt in Gera. Diese Schule war 1880 von Otto Horn (* 1851) und dessen Schwager Wilhelm gegründet worden. In den Jahren 1907 bis 1932 unterrichtete er als Fachlehrer an der Kunstgewerbeschule in Wuppertal. Rudel war Ehrenmitglied der Vereinigung „Meister der Einbandkunst“ (MDE). Er galt als einer der handwerklich besten Buchbinder seiner Zeit. Besonders hervorgehoben wurde der von ihm entworfene und hergestellte Einband für den Nachdruck einer 42-zeiligen Ausgabe der Gutenberg-Bibel. Von 1932 bis 1955 lebte er in Tübingen. Rudel schuf Einbände für Zeitschriftensammelbände, Jahrbücher und Monografien zur Buchbinde- und Buchgestaltungskunst sowie zum Kunsthandwerk. Er stellte der Sächsischen Landesbibliothek ab 1933 seine Sammlung von 194 hochwertigen Bucheinbänden zunächst als Dauerleihgabe, später als Stiftung zur Verfügung.

## Werke (Auswahl)
Einbände
- Friedrich von Schiller: Die Raeuber: ein Schauspiel. H. von Weber, München 1912.
- Gerhart Hauptmann: Hanneles Himmelfahrt: Traumdichtung in zwei Teilen. S. Fischer, Berlin 1913.
- Nikolaus Lenau: Don Juan: ein dramatisches Gedicht. H. von Weber, Leipzig 1921.
- Hermann Hesse: Siddharta. Eine indische Dichtung. S. Fischer, Berlin 1925.

Schriften
- Über die Herstellung der Lederintarsia. – Beachtenswerte Regeln beim Goldschnittmachen. – Die Technik in der Verzierung … des Buchschnittes (Einzelbeiträge in Zeitschriften).
- Die Lederschnittechnik. In: Archiv für Buchbinderei und verwandte Geschäftszweige. Band 31, 1931, S. 72–74.
- Die Technik des Lederschnitts. Ein zu ihrem Erlernen führender Leitfaden mit erläuternden und anregenden Bildbeispielen. Buchbinder-Verlag Max Hettler, Stuttgart 1951, OCLC 72073403.